# Sophus Wangøe
Sophus Wangøe, auch Sophus Wangoe oder Sophus Wangöe, (* 2. Februar 1873 in Dänemark; † 28. Juli 1943 in Kopenhagen) war ein dänischer Kameramann beim dänischen und deutschen Stummfilm.

## Leben
Über Wangøes Leben sind nur bruchstückhafte Informationen bekannt. Er arbeitete zunächst als Hilfsarbeiter in einer Kopenhagener Kneipe unweit der Filmfirma Nordisk Film, wo ihn der bedeutendste Kameramann jener Zeit, Axel Graatkjær, beim Billardspielen kennenlernte. Graatkjær vermittelte ihn an Nordisk-Chef Ole Olsen, und wenig später wurde Wangøe als Kameramann eingestellt.
In den frühen Jahren (ab 1912) arbeitete Sophus Wangøe überwiegend mit dem Regisseur Robert Dinesen zusammen, seit den ausgehenden 1910er Jahren auch mit anderen wichtigen dänischen Filmemachern wie Lau Lauritzen senior, Holger-Madsen, August Blom und A. W. Sandberg. 1913 trat er als einziges Mal selbst als Regisseur in Erscheinung und drehte eine kurze Dokumentation über den bekannten dänischen Maler Kristian Zahrtmann. Sein 1916 mit Dinesen gedrehter Film Die Lieblingsfrau des Maharadscha war in Deutschland ein besonders großer Erfolg. 1918 fotografierte Wangøe Der Fackelträger mit Asta Nielsen. Infolge der allgemeinen Abwanderung dänischer Filmkräfte ins benachbarte Deutschland unmittelbar nach Ende des Ersten Weltkriegs ging auch Wangøe nach Berlin, wo er zu Beginn der 20er Jahre rasch Anschluss an die dortige Filmindustrie fand. Auch dort drehte er anfänglich häufig mit Dinesen, fotografierte später aber auch Filme deutscher Regisseure. Bemerkenswert gerieten ihm jedoch lediglich seine Kameraarbeiten zu Martin Bergers Kreuzzug des Weibes, Kurt Bernhardts Jane-Eyre-Verfilmung Die Waise von Lowood sowie Hans Kysers Luther-Film von 1927.
Anschließend betreute Wangøe fast nur noch Dokumentationen, Industrie- und Werbefilme und beendete mit Anbruch des Tonfilmzeitalters in Deutschland seine Kameratätigkeit ganz. Sophus Wangøe verließ vermutlich bald nach Beginn der NS-Herrschaft Deutschland und kehrte nach Dänemark heim, wo er inmitten des Zweiten Weltkriegs zur Zeit der deutschen Besatzung starb.
Sein Sohn Eigil Edwin Wangøe (1902–1987) blieb im Dritten Reich und setzte dort bis weit in die Kriegsjahre hinein seine während der Stummfilmzeit in Deutschland begonnene Tätigkeit als Standfotograf fort. Nach dem Krieg wanderte er in die USA aus und lebte bis zu seinem Tod im Herbst 1987 im Bundesstaat Washington.

## Filmografie
| - 1912: Koleraen - 1912: Springdykkeren - 1912: Loppen - 1912: Hjælpen - 1912: Manden med kappen - 1913: Kristian Zahrtmann (Regie) - 1913: Laegens Bryllupsaften - 1913: Frederik Buch som soldat - 1913: Døvstummelegatet - 1913: Spekulanten (Den store operation) - 1913: Zweierlei Feuer (Dramaet i den gamle mölle) - 1913: Zwei Brüder (Broder mod Broder) - 1914: Die Mutter (Moderen) - 1914: Hammerslaget - 1914: Et kaerlighedsoffer - 1914: Inderpigen - 1914: Tøffelhelten - 1914: Dämons Triumphe (Doktor X) - 1914: Amor auf Schleichwegen (Amor krogveje) - 1914: Ein Charakter (Arbejdet adler) - 1914: Zigöjnerblod - 1915: Die Schwerter heraus (Mit Faedreland, min kaerlighed) - 1915: Der Tote am Steuer (Favoritten) - 1915: Den sidste nat - 1915: Ein Tod in Schönheit (En død i skønhed) - 1915: I farens stund - 1915: En skæbne - 1915: Das Verlobungsauto (Luxuschaufføren) - 1915: Der Ring der Pharaonen (Hendes ungdomsforelskelse) - 1916: Die Flucht vor der Liebe oder Eine Gefahr für die Gesellschaft (En fare for samfundet) - 1916: Die Mitternachtssonne (Midnatssolen) - 1916: For hendes skyld - 1916: Gar el Hama IV - 1916: Lyset og livet - 1916: For sin dreng - 1916: Prinzeßchen Krinoline (Det gaadefulde Væsen) - 1916: Kornspekulantens forbrydelse - 1916: Malkepigekomtessen - 1916: Die Lieblingsfrau des Maharadscha (Maharadjahens yndlingshustru) | - 1917: Hotel Paradies (Hotel Paradis) - 1917: Han skal duellere - 1917: Husarenwette (Hjertekrigen pa ravnsholt) - 1917: Dydsdragonen - 1918: Kammerpigen - 1918: Das Feuer und sein Meister / Der Sieg der Liebe (Mands vilje) - 1918: Hjerteknuseren - 1918: Bunkebryllup - 1918: Die Lieblingsfrau des Maharadscha. Zweiter Teil (Maharadjaens Yndlingshustru II) - 1918: Der Fackelträger - 1919: Konkurrencen - 1919: Die Sonnenkinder (Solskinsbørnene) - 1919: Die Ziehtochter der Gauklerbande (Göglerbandens adoptivdatter) - 1919: Det lille pus - 1921: Die Frauen von Gnadenstein - 1921: Der Leidensweg der Inge Krafft - 1921: Die Erbin von Tordis - 1921: Ilona - 1922: Ödets redskap - 1923: Tragödie der Liebe - 1923: Zaida, Tragödie eines Modells - 1923: Das unbekannte Morgen - 1924: Thamar, das Kind der Berge - 1924: Soll und Haben - 1925: Der Herr Generaldirektor - 1925: Die Anne-Liese von Dessau - 1925: Die tolle Herzogin - 1926: Die Welt will belogen sein - 1926: Spitzen - 1926: Kreuzzug des Weibes - 1926: Die Waise von Lowood - 1927: Luther – Ein Film der deutschen Reformation - 1927: Artisten - 1929: Unser Jungvolk studiert - 1929: Die GEG-Fleischwarenfabrik Oldenburg in Oldenburg - 1930: Großstadtpiraten - 1930: In den Spuren Vater Boldelschwinghs |